# Vitigès
Vitigès   (Constantinoble, dècada del 470 - Constantinoble, 542) o Witiges fou rei dels ostrogots del 536 al 540. Vitigès era el marit de Matasunta, única filla de la que havia estat reina dels gots, Amalasunta.

## Biografia
Als inicis de la guerra gòtica, els gots veieren com les tropes de l'exèrcit de Justinià I, comandades pel seu general Belisari, havien conquerit fàcilment Sicília i iniciaven la conquesta d'Itàlia davant de la passivitat del llavors rei got Teodat. Molestos, els capitosts gots nomenaren Vitigès com a nou rei i aquest va reorganitzar les tropes, entrant a Roma i ordenant l'assassinat de Teodat.
Proclamat rei, Vitigès va anar fins a Ravenna, capital dels gots, per casar-se amb Matasunta, moment que Belisari va aprofitar per capturar Roma. Davant d'això, Vitigès es va posar al capdavant del seu exèrcit i va posar setge a la ciutat. Després de 14 mesos, però, la ciutat encara resistia i els romans passaren a l'atac, ocupant posicions de la rereguarda gòtica i ocupant Ariminum (moderna Rímini), només a un dia de marxa de Ravenna. Vitigès es va veure obligat a aixecar el setge i tornar a la seva capital. Per assegurar la neutralitat dels francs en el conflicte, en 537 Vitigès va oferir-los la Provença, que els reis francs compartirien entre ells, juntament amb els Alps del nord amb sobirania sobre els alamans, agafant la vall superior del Rin, el Main i l'alt Danubi.
El 540 Belisari ja es trobava a les portes de Ravenna i Vitigès es rendia. Ell i la seva esposa foren tractats amb respecte i enviats a Constantinoble, on va viure com a patrici encara dos anys més, abans de morir per causes naturals. La seva vídua es va tornar a casar amb Germà (nebot de Justinià).